# Johann Michael Becker
Johann Michael Becker (* 31. Dezember 1703 in Dettelbach; † 16. Januar 1777 ebenda) war ein Bildhauer und Vergolder. Seine Arbeiten haben sich vor allem im Hochstift Würzburg erhalten.

## Leben
Johann Michael Becker wurde am 31. Dezember 1703 in Dettelbach geboren, das damals Amtsstadt im Hochstift Würzburg war. Über die Familie des Bildhauers ist nichts bekannt. Johann Michael lebte, nach seinen Lehrjahren, spätestens 1728 wieder in seiner Geburtsstadt. Unklar ist, ob er hier wieder das Bürgerrecht erworben hatte oder als Beisasse nur Wohnrecht in der Stadt besaß. Becker heiratete am 16. August 1728 die aus Dettelbach stammende Anna Margareta Martin, als Trauzeuge fungierte der Maler Laurentius Derlet. In der Pfarrmatrikel wird auch Becker damals als Maler geführt.
Der Künstler stieg in der Stadt bis zum Ratsherren auf. Er besaß ein Haus in der Faltergasse und bewirtschaftete daneben einen Weinberg am Weg zur Wallfahrtskirche Maria im Sand. Erste bildhauerische Werke sind erst im Jahr 1737 gesichert. Becker schuf vor allem Altäre für kleinere Landkirchen und tat sich auch als Vergolder seiner Schnitzwerke hervor. Nach dem Tod seiner ersten Frau heiratete Becker 1744 erneut. Seine zweite Frau wurde die Schusterstochter Barbara Schmitt aus Neustadt an der Saale. Während die ältere Literatur noch vermutet, Becker sei in Neustadt geboren, geht man heute davon aus, dass der Künstler aus Dettelbach stammte.
Als Bildhauer unterhielt Becker eine kleine Werkstatt und bildete auch Gesellen aus. Wahrscheinlich gehörte auch der Bildhauer Johann Steuerwald zu Beckers Gesellen. Er stieg später zum Schwiegersohn des Künstlers auf. Die beiden Bildhauer arbeiteten in der Folgezeit eng zusammen und übernahmen Aufträge des jeweils anderen. So stellte Becker den Altar im nahen Escherndorf fertig, obwohl eigentlich Steuerwald den Auftrag für die Arbeit erhalten hatte. Johann Michael Becker verstarb am 16. Januar 1777 in Dettelbach, er war zuvor zum zweiten Mal Witwer geworden.

## Werke (Auswahl)

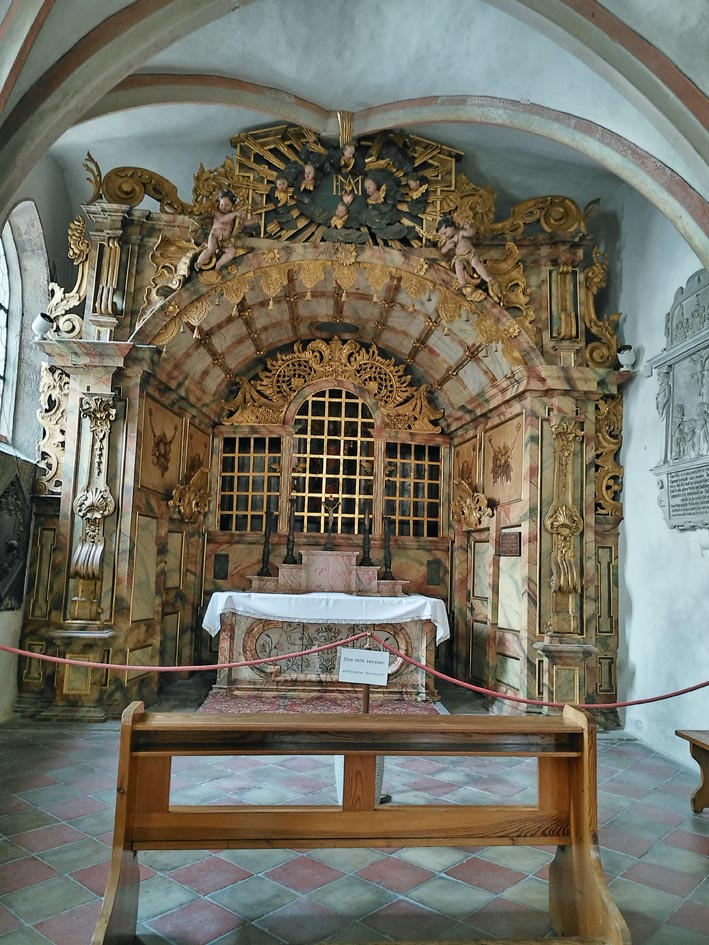
Die Loretokapelle in der Karmeliterkirche in Neustadt

- 1737, Sulzfeld am Main, St. Sebastian, Kanzel
- 1742, Neustadt an der Saale, Karmeliterkirche, Seitenaltäre
- 1746, Neustadt an der Saale, Karmeliterkirche, Loretokapelle
- 1766/1767, Geiselwind, St. Burkard, Seitenaltäre
- um 1774, Eibelstadt, Hl.-Kreuz-Kapelle, Hochaltar
- um 1774, Büchenbach, St. Xystus, Hochaltar und Seitenaltäre[3]